# Ângulo de escorregamento

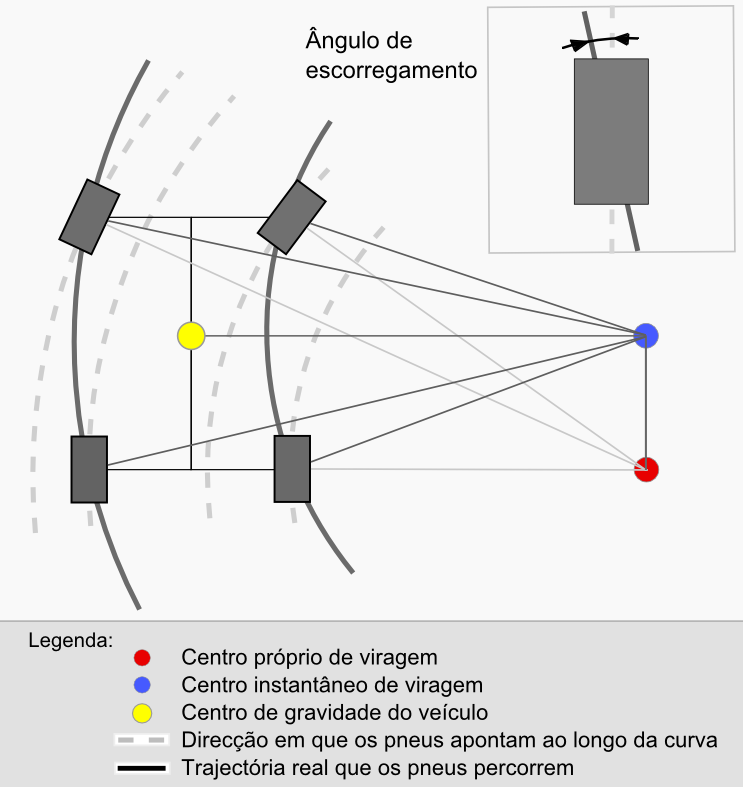

## Definição
O ângulo de escorregamento numa roda, num determinado momento, é o ângulo entre a direcção em que a roda aponta e a direcção real em que a roda se desloca. Este ângulo é consequência de um efeito real pouco perceptível e não depende da inclinação do plano em que o veículo se desloca nem tem qualquer relação com escorregamentos ou derrapagens intencionais ou acidentais das rodas (que também fazem, de facto, com que as rodas viagem segundo uma trajectória com direcção diferente da direcção em que elas apontam).

## Origem e desenvolvimento
Numa curva, o centro de gravidade de um veículo (ponto onde se pode aplicar a resultante das forças dinâmicas) influencia o comportamento do veículo independentemente da posição do seu centro próprio de viragem. Na maioria dos veículos com 3 ou mais rodas surge este efeito de "escorregamento" pois o centro próprio de viragem do veículo não coincide com o centro instantâneo de viragem. O centro instantâneo de viragem para cada curva é dado em função do centro de gravidade do veículo, que depende de veículo para veículo. É segundo o ângulo de escorregamento que está aplicado o vector da velocidade resultante. Este vector pode ser decomposto em dois vectores, um vector paralelo à direcção do pneu que define a velocidade axial e um vector perpendicular à direcção do pneu que define a velocidade de escorregamento. Ao ser introduzida esta velocidade de escorregamento, a zona de contacto do pneu com a estrada vai-se deformar. Na área de contacto, elementos infinitesimais (partículas muito pequenas) do pneu têm velocidade nula em relação ao solo e à medida que os elementos infinitesimais se movem ao longo da zona de contacto vão sendo deflectidos com uma intensidade crescente em relação ao plano transversal do pneu, movendo o pneu lateralmente. A esta deflexão estão associados o ângulo de escorregamento e a força de escorregamento.
A força de escorregamento ou cornering force em inglês consiste numa força perpendicular à direcção do pneu aplicada na base deste, que é anulada pela força de atrito deformando o pneu. Esta força aumenta linearmente no inicio, instantes mais tarde aumenta de uma forma não-linear até atingir um máximo e finalmente diminui à medida que se aproxima do fim da área do pneu em contacto (de uma forma análoga ao que acontece com o coeficiente de sustentação em aerodinâmica).

## Factores de influência
Por razões geométricas (relação com a geometria de Ackermann) e devido à distribuição irregular do peso do automóvel numa curva, os ângulos de escorregamento vão ser diferentes de roda para roda. Os rácios entre os ângulos de escorregamento vão determinar o desempenho de um automóvel numa curva. Se o rácio dos ângulos da frente para os de trás forem superiores a 1:1, o veículo vai entrar em subviragem, caso o rácio seja inferior a 1:1 o veículo entra em sobreviragem. Os ângulos de escorregamento instantâneos reais dependem de varios factores, entre eles a condição do pneu e da estrada. Normalmente, a suspensão do automóvel é projectada para promover características dinâmicas especificas e uma maneira de ajustar os ângulos de escorregamento é mover o centro gravítico do veiculo para baixo, mais perto do solo de modo a que a transferência de peso do lado interior para o lado exterior não seja tão acentuada durante uma curva. Isto pode ser conseguido através de ajustes na suspensão ou com a adição de uma barra estabilizadora.

## Ângulo de escorregamento nulo
Veículos que possuam um centro instantâneo de viragem coincidente com o seu centro próprio de viragem em cada curva (como por exemplo: motas, bicicletas e veículos com direcção às quatro rodas) não são afectados pela força de escorregamento e como tal têm um ângulo de escorregamento nulo (os pneus deslocam-se sempre na direcção em que estão virados). No entanto a superfície dos pneus destes veículos não está livre de efeitos deformadores. Só o facto de o pneu mudar de direcção impõe forças de escorregamento na zona em contacto com o chão, sendo deformada instantaneamente.